# 埼玉県立越谷西特別支援学校
埼玉県立越谷西特別支援学校（さいたまけんりつ こしがやにしとくべつしえんがっこう）は、埼玉県越谷市西新井にある公立特別支援学校。

## 学部
- 小学部
- 中学部
- 高等部

## 通学区域
- 越谷市
- 松伏町